# Västra Bunnertjärnen
Västra Bunnertjärnen är en sjö i Åre kommun i Jämtland och ingår i Indalsälvens huvudavrinningsområde. Sjön har en area på 0,156 kvadratkilometer och ligger 1 216,5 meter över havet. Västra Bunnertjärnen ligger i Vålådalen Natura 2000-område.

## Delavrinningsområde
Västra Bunnertjärnen ingår i det delavrinningsområde (700708-133437) som SMHI kallar för Utloppet av Västra Bunnertjärnen. Medelhöjden är 1 354 meter över havet och ytan är 2,36 kvadratkilometer. Det finns inga avrinningsområden uppströms utan avrinningsområdet är högsta punkten. Västerån som avvattnar avrinningsområdet har biflödesordning 3, vilket innebär att vattnet flödar genom totalt 3 vattendrag innan det når havet efter 388 kilometer. Avrinningsområdet består mestadels av kalfjäll (93 procent). Avrinningsområdet har 0,15 kvadratkilometer vattenytor vilket ger det en sjöprocent på 6,5 procent.